# Châtres-la-Forêt
Châtres-la-Forêt est une commune déléguée française, située dans le département de la Mayenne en région Pays de la Loire, peuplée de 795 habitants. Le 1er janvier 2019, la commune devient une commune déléguée d'Évron.
La commune fait partie de la province historique du Maine, et se situe dans le Bas-Maine.

## Géographie

### Communes limitrophes
| Évron, Saint-Christophe-du-Luat | Évron                     | Évron |
| Saint-Christophe-du-Luat, Livet | Châtres-la-Forêt          | Évron |
| Livet, Saint-Léger              | Sainte-Suzanne-et-Chammes |       |

## Toponymie
Le nom de la localité est attesté sous les formes Castra en 642, cum ecclesia Castras en 989 et Chastres en 1656. Le toponyme est issu du latin castra désignant un lieu fortifié (camp ou édifice),.
Châtres devient officiellement Châtres-la-Forêt en 1919.
Le gentilé est  Castérien ou Castréen.

## Histoire
Le 1er janvier 2019, la commune — tout comme celle de Saint-Christophe-du-Luat — est absorbée par Évron qui devient une commune nouvelle à la suite d'un arrêté préfectoral du 14 novembre 2018.

## Politique et administration
Le conseil municipal est composé de quinze membres dont le maire et trois adjoints.

## Démographie
En 2021, la commune comptait 795 habitants. Depuis 2004, les enquêtes de recensement dans les communes de moins de 10 000 habitants ont lieu tous les cinq ans (en 2007, 2012, 2017, etc. pour Châtres-la-Forêt) et les chiffres de population municipale légale des autres années sont des estimations.
| 1793 | 1800 | 1806 | 1821 | 1831 | 1836 | 1841 | 1846 | 1851 |
| ---- | ---- | ---- | ---- | ---- | ---- | ---- | ---- | ---- |
| 633  | 623  | 638  | 665  | 660  | 699  | 683  | 703  | 704  |

| 1856 | 1861 | 1866 | 1872 | 1876 | 1881 | 1886 | 1891 | 1896 |
| ---- | ---- | ---- | ---- | ---- | ---- | ---- | ---- | ---- |
| 719  | 744  | 764  | 771  | 745  | 691  | 664  | 631  | 563  |

| 1901 | 1906 | 1911 | 1921 | 1926 | 1931 | 1936 | 1946 | 1954 |
| ---- | ---- | ---- | ---- | ---- | ---- | ---- | ---- | ---- |
| 564  | 552  | 503  | 409  | 412  | 403  | 341  | 362  | 342  |

| 1962 | 1968 | 1975 | 1982 | 1990 | 1999 | 2007 | 2011 | 2016 |
| ---- | ---- | ---- | ---- | ---- | ---- | ---- | ---- | ---- |
| 356  | 348  | 428  | 526  | 598  | 641  | 768  | 796  | 784  |

| 2019 | - | - | - | - | - | - | - | - |
| ---- | - | - | - | - | - | - | - | - |
| 790  | - | - | - | - | - | - | - | - |

## Lieux et monuments

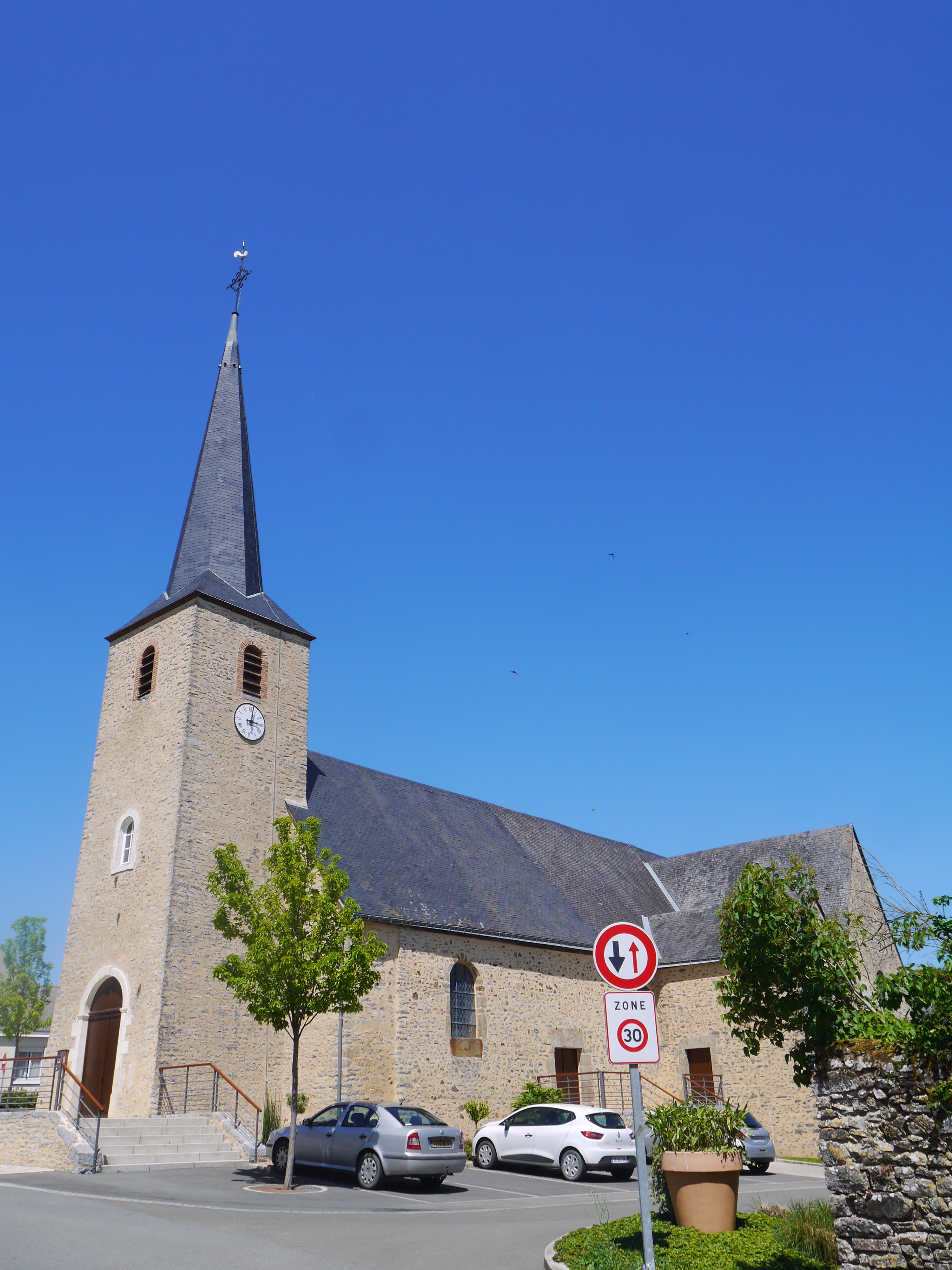
L'église Saint-Martin.

Châtres-la-Forêt est une cité du Pays d'art et d'histoire Coëvrons-Mayenne.
- Château de Montecler (XVe siècle et XVIe siècles) avec pont-levis.
- Église Saint-Martin.
- Chapelle du Torticolis.
- Fours à chaux.

## Activité et manifestations

### Sports
L'Association sportive de Châtres-la-Forêt fait évoluer une équipe de football en division de district.